# ديفيد آلان ماك
ديفيد آلان ماك (بالإنجليزية: David Alan Mack)‏ (12 مايو 1969)؛ روائي أمريكي.

## روابط خارجية
- ديفيد آلان ماك على موقع IMDb (الإنجليزية)
- ديفيد آلان ماك على موقع ميوزك برينز (الإنجليزية)